# Крутая (приток Сухого Карачана)
Крутая — река в овраге Ближний Крутой в Грибановском районе Воронежской области России. На реке устроено несколько запруд. Длина — 14 км, площадь водосборного бассейна — 77 км². Впадает в реку Сухой Карачан с левого берега в 19 км от его устья.
В 2,5 км от устья, слева, впадает река Гнилая.

## Данные водного реестра
В данных государственного водного реестра России река в овраге Ближний Крутой отнесена к Донскому бассейновому округу, водохозяйственный участок реки — Хопёр от впадения реки Ворона и до устья, без рек Ворона, Савала и Бузулук, речной подбассейн реки — Хопер. Речной бассейн реки — Дон (российская часть бассейна).
Код объекта в государственном водном реестре — 05010200512107000007025.